# Row, Row, Row Your Boat
Row, Row, Row Your Boat (Rame, rame, rame dans ton bateau) est une chanson enfantine (nursery rhyme) américaine populaire, souvent chantée en boucle. Elle peut aussi être utilisée comme chant de travail par des rameurs pour synchroniser leurs gestes à la rame. Elle est répertoriée dans le Roud Folk Song Index sous le n°19236.

## Paroles
Les paroles les plus répandues sont :

Row, row, row your boat,

Gently down the stream.

Merrily, merrily, merrily, merrily,

Life is but a dream.
La traduction française pourrait être :

Mène mène mène ta barque, 

Paisiblement dans le courant. 

Joyeusement, joyeusement, joyeusement, 

La vie n'est qu'un rêve.

## Histoire
La chanson provient peut-être du minstrelsy américain. La plus ancienne version imprimée de la chanson remonte à 1852, où les paroles étaient déjà identiques à la version la plus connue au début du XXIe siècle, mais étaient associés à un air tout différent. La chanson fut réimprimée deux ans après avec les mêmes paroles mais un air différent. L'air actuel de la chanson a été enregistré pour la première fois en 1881 dans The Franklin Square Song Collection ; Eliphalet Oram Lyte y est cité mais sans précision permettant de savoir s'il l'est en tant que compositeur ou seulement comme auteur de l'adaptation. 

## Postérité
La chanson est fréquemment citée dans diverses œuvres de fiction. Elle est chantée au micro de l'asile psychiatrique par Candy, l'amie de R.P. McMurphy dans le film de Milos Forman, Vol au-dessus d'un nid de coucou (1975). Elle est également chantée par le capitaine Kirk, le docteur McCoy et Spock au début et à la fin du film américain de science-fiction Star Trek 5 : L'Ultime Frontière en 1989. Elle est utilisée dans la bande originale du film américain Eternal Sunshine of the Spotless Mind de Michel Gondry en 2004. Elle donne son nom au huitième épisode du feuilleton télévisé américain The River. La chanson est interpréter par dans l'épisode Feu de camp de la série Teen Titan Go! de façon humoristique.